# Pilosocereus chrysacanthus
Pilosocereus chrysacanthus är en kaktusväxtart som först beskrevs av Frédéric Albert Constantin Weber, och fick sitt nu gällande namn av Byles och Gordon Douglas Rowley. Pilosocereus chrysacanthus ingår i släktet Pilosocereus och familjen kaktusväxter. Inga underarter finns listade i Catalogue of Life.

## Bildgalleri

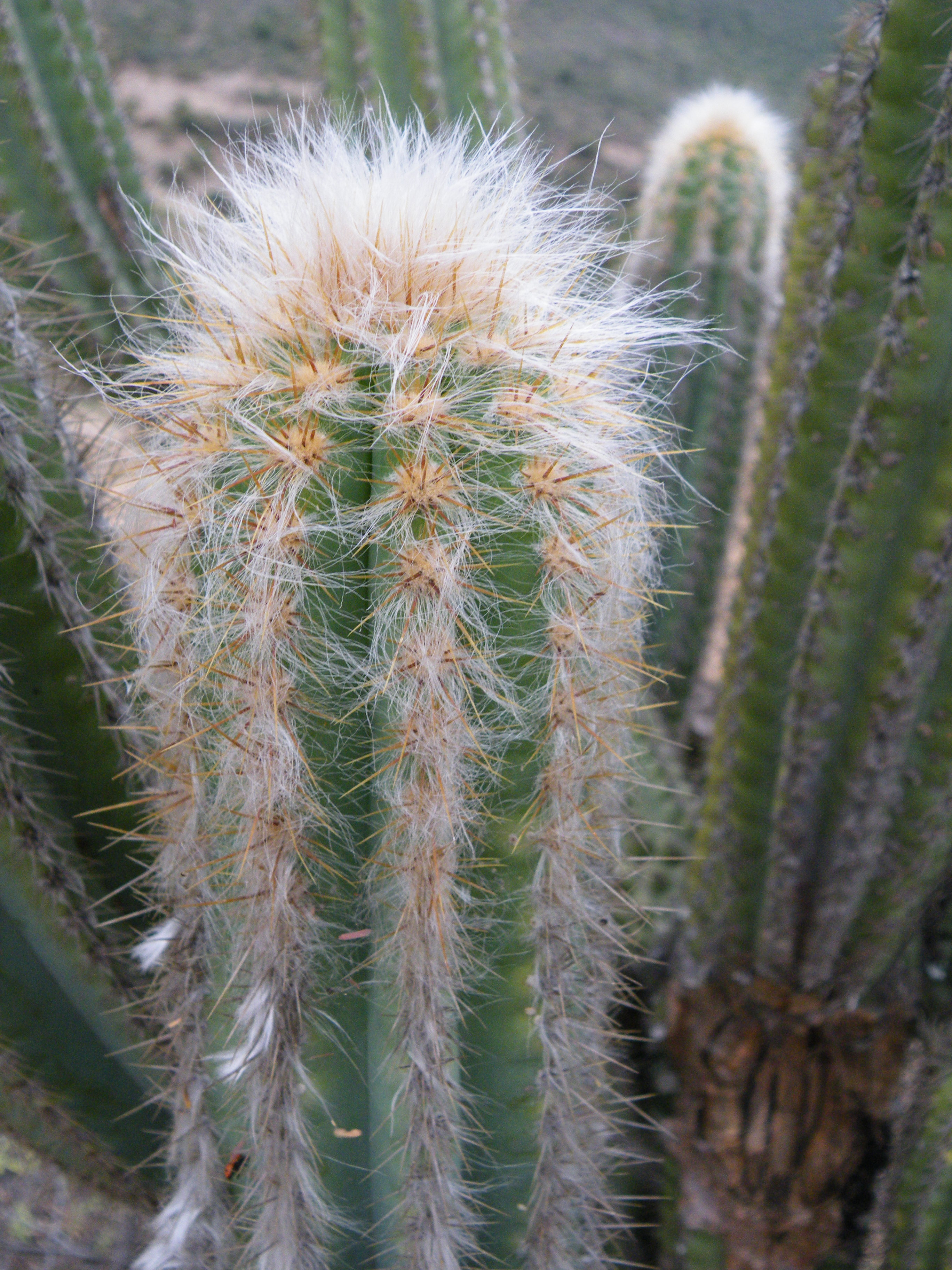
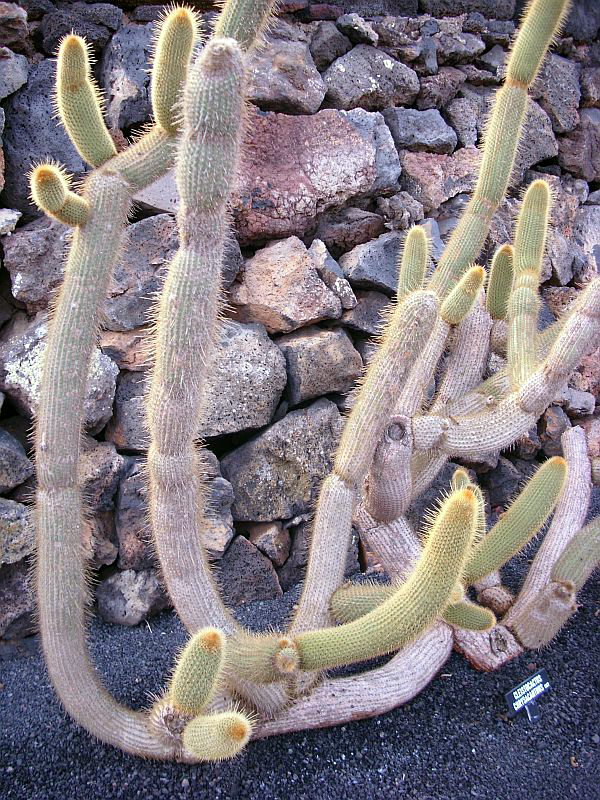
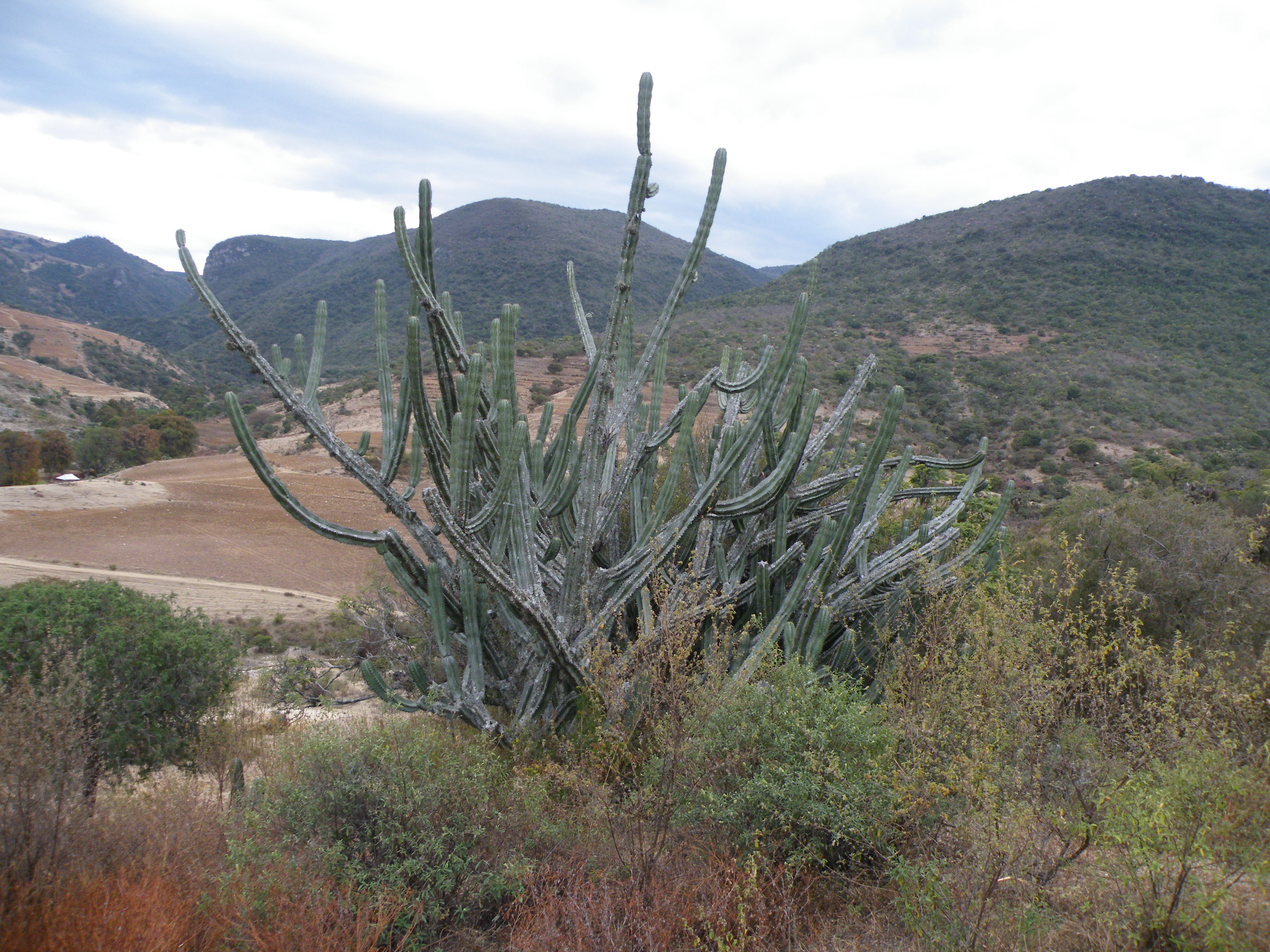